# Menemerus ochraceus
Menemerus ochraceus là một loài nhện trong họ Salticidae.
Loài này thuộc chi Menemerus. Menemerus ochraceus được Pelegrin Franganillo-Balboa miêu tả năm 1930.